# Glade
Glade est un outil interactif de conception d'interface graphique GTK. Il prend en charge toute la partie de gestion/génération de l'interface pour permettre au développeur de se concentrer sur le code « utile ».
Glade enregistre les interfaces graphiques en générant des fichiers XML.
Initialement la bibliothèque libglade permettait de lire ces fichiers dynamiquement (c’est-à-dire à l'exécution de l'application). GtkBuilder (inclus dans GTK) remplace dorénavant libglade dans l'environnement de bureau GNOME,.
Ces fichiers XML peuvent être utilisés par de nombreux langages de programmation tels que  C++, Python, JavaScript, Vala, Haskell, Rust et FreeBasic.
Glade ne prend pas en charge GTK 4. Mais un de ses auteurs développe depuis 2021 un nouveau logiciel pour GTK 4 nommé Cambalache. Celui-ci est disponible en version 0.10.3 en septembre 2022.